# Sinai Sganzerla
Sinai Sganzerla (Salvador, 25 de outubro de 1972) é uma roteirista, produtora e, diretora brasileira de filmes.

## Biografia
Sinai Sganzerla, filha do cineasta Rogério Sganzerla e da atriz Helena Ignez, nasceu em Salvador em 1972 e mora no Rio de Janeiro desde a infância, onde cresceu no ambiente cinematográfico.
Em 2005, participou da composição da trilha sonora de O Signo do Caos (2005), dirigido por seu pai.
Sinai Sganzerla foi escolhida para ser homenageada do REcine – Festival Internacional de Cinema de Arquivo 2020, com mais duas importantes diretoras, e com a exibição do filme A Mulher da Luz Própria na abertura do festival, exibição do filme O Desmonte do Monte e do curta metragem Extratos em sessão homenagem.
Sinai Sganzerla foi selecionada para a sessão Directoras en Foco dentro do Sanfic, Santiago Festival Internacional De Cine com mais cinco cineastas internacionais, que tiveram exibição em festivais de cinema de renome.

## Produção
Helena Zero, 2006 (realizado para o Canal Brasil) - Assistente de Direção, Produção e Pesquisa.
Manual de Barros, 2006 (realizado para o Canal Brasil) - Assistente de Direção e Pesquisa.
Produção Executiva da Restauração em 2008 do filme O Bandido da Luz Vermelha (1968).
Belair, 2009 (Documentário) - Assistente de Direção e Pesquisa.
Mr Sganzerla – Os Signos da Luz, 2011 (Documentário) - Colaboração Artística, Pesquisa Audiovisual, Co-produção.
Realizou e coordenou a restauração de áudio e imagem da película cinematográfica 35mm do longa-metragem Copacabana Mon Amour pela Seleção no Edital Petrobras Cultural 2010. Filme exibido no 67° Festival Del Film Locarno em 2014, Ciclo BRASIL ! UNE HISTOIRE DU CINEMA BRESILIEN na Cinémathèque Française de Paris em 2015 e Ciclô: alô alô mundo! cinemas de invenção na geração 68 nas Cinematecas de Valencia, Madri e Barcelona em 2015.
Luz Nas Trevas – A Volta do Bandido da Luz Vermelha, 2012 (longa metragem) - Produção e distribuição nas salas de cinema e também Diretora Assistente, Produção Executiva, Pesquisa Musical e Trilha Sonora e distribuição nas salas de cinema do Brasil. Recebeu o Prêmio Melhor Seleção Musical pelo filme Luz nas Trevas no 6º Festival CineMúsica em 2012. Indicação no Grande Prêmio do Cinema Brasileiro pelo filme que produziu Luz nas Trevas na Categoria Trilha Sonora.
Em 2014 realizou a produção da Série para TV Van Bora de 13 episódios, exibida na TV Cultura e Canal Brasil.
A Moça do Calendário, 2018 (longa metragem) - Produção Executiva. Filme que recebeu 07 prêmios no 41º Festival Guarnicê de Cinema em 2018: Melhor Filme Longa Nacional, Melhor Direção, Melhor Roteiro, Melhor Direção de Fotografia, Melhor Montagem, Melhor Direção de Arte, Melhor Ator.
O Desmonte do Monte (2018), o primeiro filme de Sinai como diretora e roteirista, em 2018, este recebeu o Prêmio de Melhor Pesquisa no Festival Internacional de Cinema de Arquivo. Em 2019 foi exibido no 31º Cinélatino, Rencontres de Toulouse, único documentário brasileiro em competição. Em 2020 foi selecionado nos festivais MADRIFF Madrid Indie Film Festival, BARCIFF Barcelona Indie Filmmakers Festival e Festival International Du Cinéma Numérique De Cotonou, Benin. Indicação no Grande Prêmio do Cinema Brasileiro 2019 concorrendo ao prêmio de melhor trilha sonora pelo filme O Desmonte do Monte.
A Mulher da Luz Própria (2019) é o seu segundo documentário. O filme foi premiado na Mostra do Filme Livre – MFL 2020, recebeu Menção Honrosa no 15° Festival Tucumán Cine Gerardo Vallejo (Argentina, 2020), recebeu Menção Especial do Júri no Festival Internacional de Cine Austral - FICA (Argentina, 2020), recebeu o Prêmio de Melhor Atriz (para Helena Ignez), Prêmio de Melhor Desenho de Som (por Jesse Marmo e Vinícius Leal) e Menção Honrosa no Festival Guarnicê de Cinema e recebeu o Prêmio Especial Christian Petermann no DIGO - Festival Internacional da Diversidade Sexual e de Gênero de Goiás. Foi exibido no 41 Festival Internacional del Nuevo Cine Latinoamericano en La Habana (Cuba, 2019), 18th International Filmmor Women’s Film Festival, Istanbul (Turquia, 2020), SANFIC 16 Santiago International Film Festival (Chile, 2020), Porto Femme - International Film Festival (Portugal, 2020), FICVIÑA 2020 - Festival Internacional de Cine de Viña del Mar (Chile, 2020), 21º Festival do Rio, XV Panorama Internacional Coisa de Cinema (Salvador e Cachoeira), 8º Olhar de Cinema - Curitiba Int'l Film Festival e em outros festivais.
Seu primeiro curta-metragem Extratos (2019) recebeu o Prêmio Especial do Júri no 29º Festival Curta Cinema. Rio de Janeiro International Short Film Festival, Menção honrosa do júri Cine França Brasil - 8º Curta Brasília Festival Internacional de Curta-Metragem e Prêmio Melhor Mini Documentário da 1ª Edição do Focus Doc Indie Film Festival (Califórnia, EUA 2020). Foi selecionado para a 9ª edición do Festival Primavera do Cine, Vigo (Espanha, 2020), exibido no 18th International Filmmor Women’s Film Festival, Istanbul (Turquia, 2020), 48º Festival de Cinema de Gramado, 31ª edição do Festival de Curtas de São Paulo - Curta Kinoforum e em outros importantes festivais de cinema. O filme EXTRATOS foi um dos curtas indicados para concorrer no 1º Turno do Grande Prêmio do Cinema Brasileiro 2020, na categoria CURTA-METRAGEM DOCUMENTÁRIO.
Seu quarto filme como diretora, roteirista e também montadora, Praia da Saudade, foi lançado nas salas de cinema em janeiro/fevereiro de 2024 nas cidades do Rio de Janeiro, Niterói, Belo Horizonte, Salvador e São Paulo. O filme Praia da Saudade é um documentário sobre as mudanças climáticas. A narração do filme é de Sonia Guajajara e Sidarta Ribeiro.

## Filmografia
- Extratos, 08 min, 2019
- A Mulher da Luz Própria, 74 min, 2019
- O Desmonte do Monte, 85 min, 2018
- Praia da Saudade, 78 min, 2024

## Filmografia completa
- Praia da Saudade (2024) - roteiro, direção, produção, montagem, pesquisa, seleção musical, desenho de som, distribuição nas salas de cinema.
- Extratos (2019) - direção e montagem
- A Mulher da Luz Própria (2019) - roteiro, pesquisa, captação de som, produção, direção
- O Desmonte do Monte (2018) - roteiro, pesquisa, direção, fotografia adicional, distribuição nas salas de cinema
- A Moça do Calendário (2018) - produção executiva
- Ralé (2016) - produção executiva
- Van Bora! (2014 - série de TV – 13 episódios) - produção geral e produção executiva
- Copacabana Mon Amour (1970, Restauração 2013) - coordenação geral e produção executiva
- Luz Nas Trevas – A Volta do Bandido da Luz Vermelha (2010) - produção executiva, diretora assistente, seleção musical, distribuição nas salas de cinema
- Mr Sganzerla – Os Signos da Luz (2011) - colaboração artística, pesquisa audiovisual, co-produção
- Belair (2009) - assistente de direção e pesquisa
- O Bandido da Luz Vermelha (1968, Restauração 2008) - produção executiva
- Helena Zero (2006) - assistente de direção, produção e pesquisa
- Manual de Barros (2006) - assistente de direção e pesquisa
- O Signo do Caos (2003) -  seleção musical

## Premiações
Em 2018, o documentário O Desmonte do Monte (2018) foi premiado como a Melhor Pesquisa no Festival Internacional de Cinema de Arquivo.
Em 2019, o Curta "Extratos" foi premiado com o Prêmio Especial do Júri no 29º Festival Curta Cinema. Rio de Janeiro International Short Film Festival, Menção honrosa do júri Cine França Brasil - 8º Curta Brasília Festival Internacional de Curta-Metragem e Prêmio Melhor Mini Documentário da 1ª Edição do Focus Doc Indie Film Festival (Califórnia, EUA 2020).
Em 2020, o documentário A Mulher da Luz Própria (2019) foi premiado em diversos festivais, como: Mostra do Filme Livre – MFL 2020; Menção Honrosa no 15° Festival Tucumán Cine Gerardo Vallejo (Argentina, 2020); Menção Especial do Júri no Festival Internacional de Cine Austral - FICA (Argentina, 2020); Prêmio de Melhor Desenho de Som (por Jesse Marmo e Vinícius Leal); Menção Honrosa no Festival Guarnicê de Cinema; Prêmio Especial Christian Petermann no DIGO - Festival Internacional da Diversidade Sexual e de Gênero de Goiás.

## Produções de Mostra de cinema e formação acadêmica
Realizou a mostra de cinema  A luz e o cinema de Rogério Sganzerla no Centro Cultural da Caixa Econômica Federal, Rio de Janeiro, ano 2011.
Pesquisa, colaboração e coprodução para o Projeto Ocupações - Rogério Sganzerla, realizado no Itaú Cultural, São Paulo, ano 2010.
Realizou a mostra de cinema Helena Ignez A mulher do Bandido no Centro Cultural da Caixa Econômica Federal, Rio de Janeiro, ano 2008 e CineSesc, ano 2008.
Digitalização de 10 filmes 35 mm em 2017 e 2018 do acervo da Mercúrio Produções atuando na preservação da memória de filmes de quase 60 anos de produção.

Formação acadêmica graduação em musicoterapia e pós-graduação em teoria psicanalítica e outra pós em teoria do cinema. 